# Peder Fredags gränd

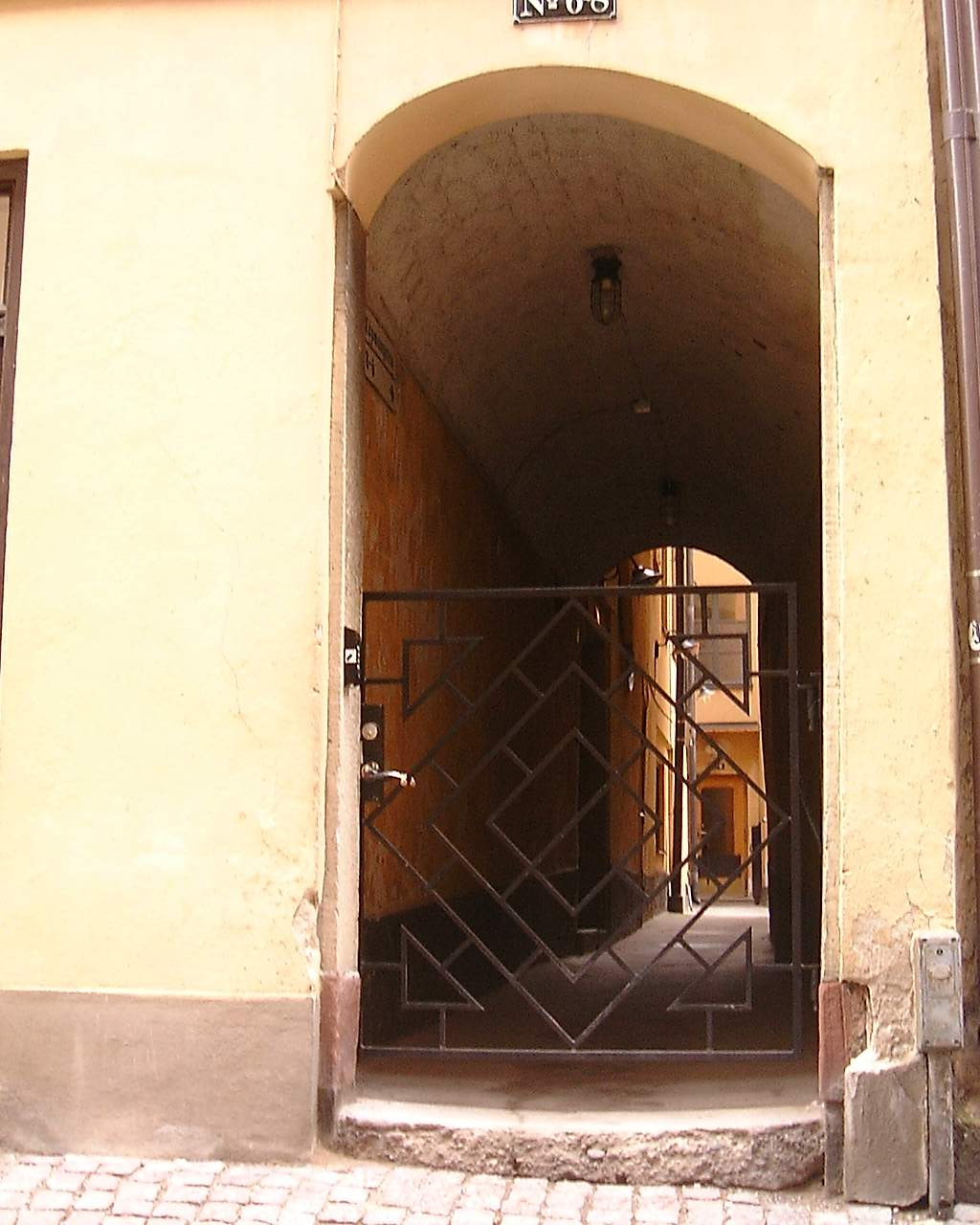
Peder Fredags gränd från Köpmangatan. Grinden är sentida.

Peder Fredags gränd är en gränd i Gamla stan i Stockholm. Den har fått sitt namn från Peder Fredag som var krigshövitsman åt Gustav Vasa.

## Peder Fredag Eriksson
- http://sok.riksarkivet.se/sbl/Presentation.aspx?id=14427